# Hội đường Do Thái Krnov

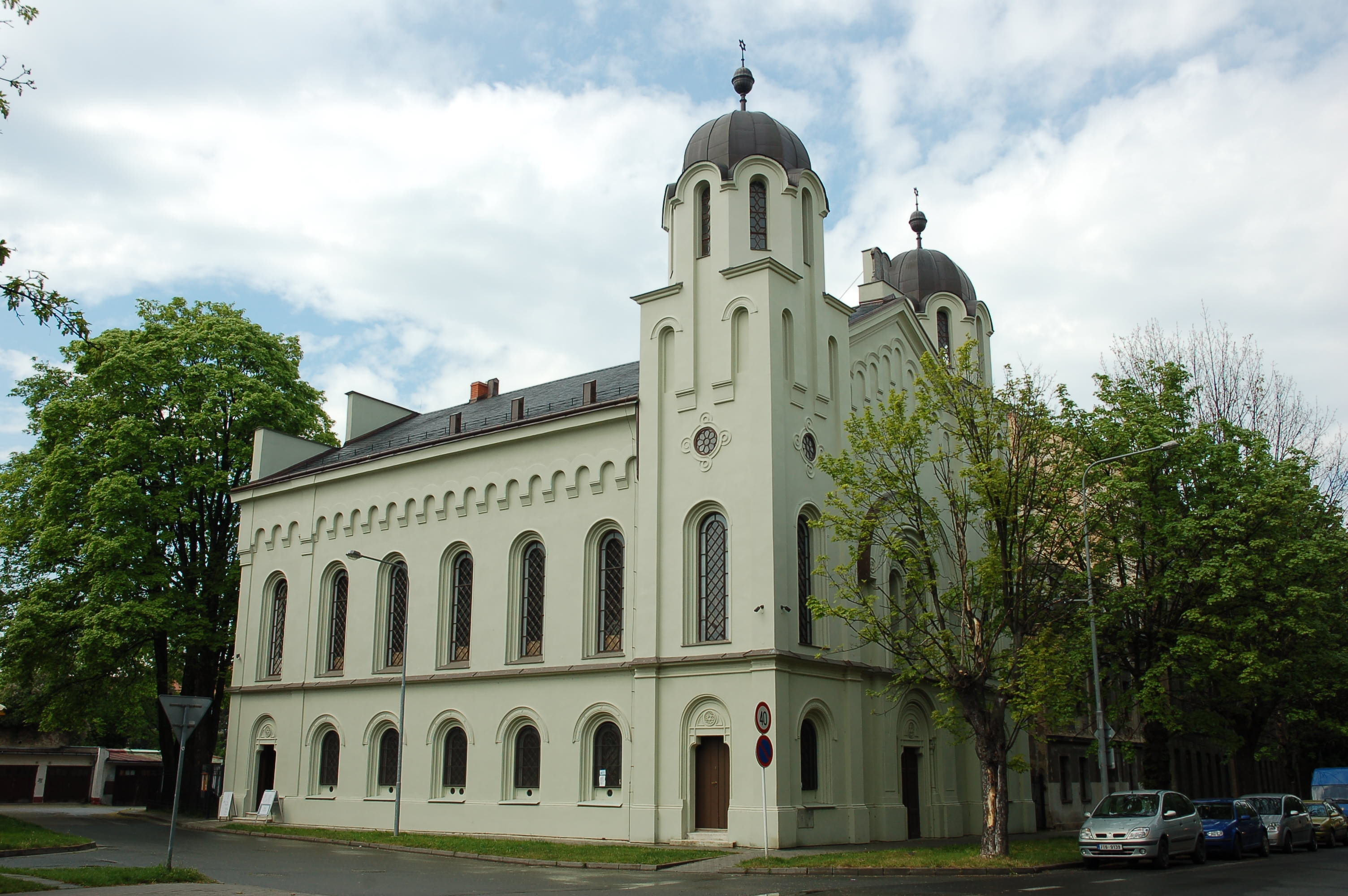
Giáo đường Do Thái Krnov năm 2015

Hội đường Do Thái Krnov là một hội đường nổi tiếng ở thị trấn Krnov (tiếng Đức: Jägerndorf), Cộng hòa Séc. Đây là một trong ba Hội đường Do Thái còn sót lại ở Vùng Moravia-Silesia (hai hội đường còn lại ở Nový Jičín và Český Těšín).
Hội đường Krnov trước đây là một ngôi chùa xây dựng vào năm 1871. Krnov có địa chỉ ở số 28, phố Barvířská, giáp với phố Soukenická (trước đây khu phố có tên là Tempelring rồi đổi thành Tuchmacherring và tiếp tục đổi thành Gottwaldova). Krnov không chỉ được biết đến là một hội đường Do thái có giá trị lịch sử cao mà đây còn là một công trình kiến trúc đặc sắc. Trong đó, điểm ấn tượng của hội đường là tòa tháp đôi và cửa sổ vòm tròn ở mặt ngoài được thiết kế theo phong cách tân lãng mạn Rundbogenstil. Tiếp đến là nội thất của hội đường trang trí theo phong cách kiến trúc Phục hưng Mooris, nổi bật là trần nhà chạm khắc bằng gỗ (sơn màu nâu đỏ) và mái vòm của các phòng trưng bày.

## Hội đường Do Thái Krnov năm 1938
Kể từ khi thành lập, hội đường Krnov luôn đóng vai trò là một nhà thờ của người Do Thái. Tuy nhiên, hội đường chính thức bị đình chỉ các nghi lễ tôn giáo khi  Đức Quốc xã chiếm Sudetenland vào mùa thu năm 1938. Không lâu sau đó, chính xác là ngày 9 tháng 11 năm 1938, hầu hết hội đường Do Thái ở các thị trấn xung quanh - cũng như bất kỳ nơi nào ở Đức Quốc xã - đều bị phá hủy trong cuộc bạo động Reichskristallnacht.
Tuy nhiên, hội đường Do Thái Krnov lại may mắn "sống sót" qua cơn bạo động này. Cụ thể, vào cuối tháng 10 năm 1938, thị trưởng của Jägerndorf - ngài Oskar König, đã nhận được một tối mật thư từ Berlin với nội dung yêu cầu ông ra lệnh phá hủy và đốt cháy toàn bộ hội đường Do Thái trong thị trấn vào ngày 9 tháng 11. Với vai trò là thị trưởng, ngài Oskar König có trách nhiệm phải bảo vệ thị trấn của mình. Vì vậy, ông triệu tập một cuộc họp của các ủy viên hội đồng và thông báo cho họ về lệnh mà ông đã nhận được. Sau khi bàn bạc, các ủy viên hội đồng đã nhất trí chấp nhận đề nghị của nhà xây dựng Franz Irblich nhằm đánh lừa Đức quốc xã: Họ quyết định dỡ bỏ tất cả các biểu tượng của tôn giáo Do Thái khỏi tòa nhà và biến hội đường thành một tòa thị chính. Sau đó báo cáo với Berlin rằng không có hội đường Do Thái nào ở Jägerndorf để phá hủy. Vì vậy, hội đường vẫn được sử dụng cho đến khi kết thúc Chiến tranh Thế giới thứ hai vào năm 1945.

## Hội đường Do Thái sau năm 1945
Sau Chiến tranh Thế giới thứ hai, Đức quốc xã là kẻ bại trận. Vì vậy,  người Đức ở Jägerndorf đã bị trục xuất, tòa nhà của hội đường Do Thái được giải thoát và được sử dụng như một nhà kho lưu trữ của khu vực. Vào tháng 7 năm 1997, hội đường bị lụt và hư hại nặng nề. Hai năm sau đó, hội đường được trả lại cho cộng đồng Do Thái ở Olomouc (tiếng Đức: Olmütz) bởi vì đã không còn cộng đồng Do Thái ở Krnov nữa. Do trải qua nhiều biến cố, hội đường Krnov xuống cấp nghiêm trọng. Vì vậy, từ năm 2003 đến năm 2014, hội đường tái thiết gần như hoàn toàn.

## Hình ảnh

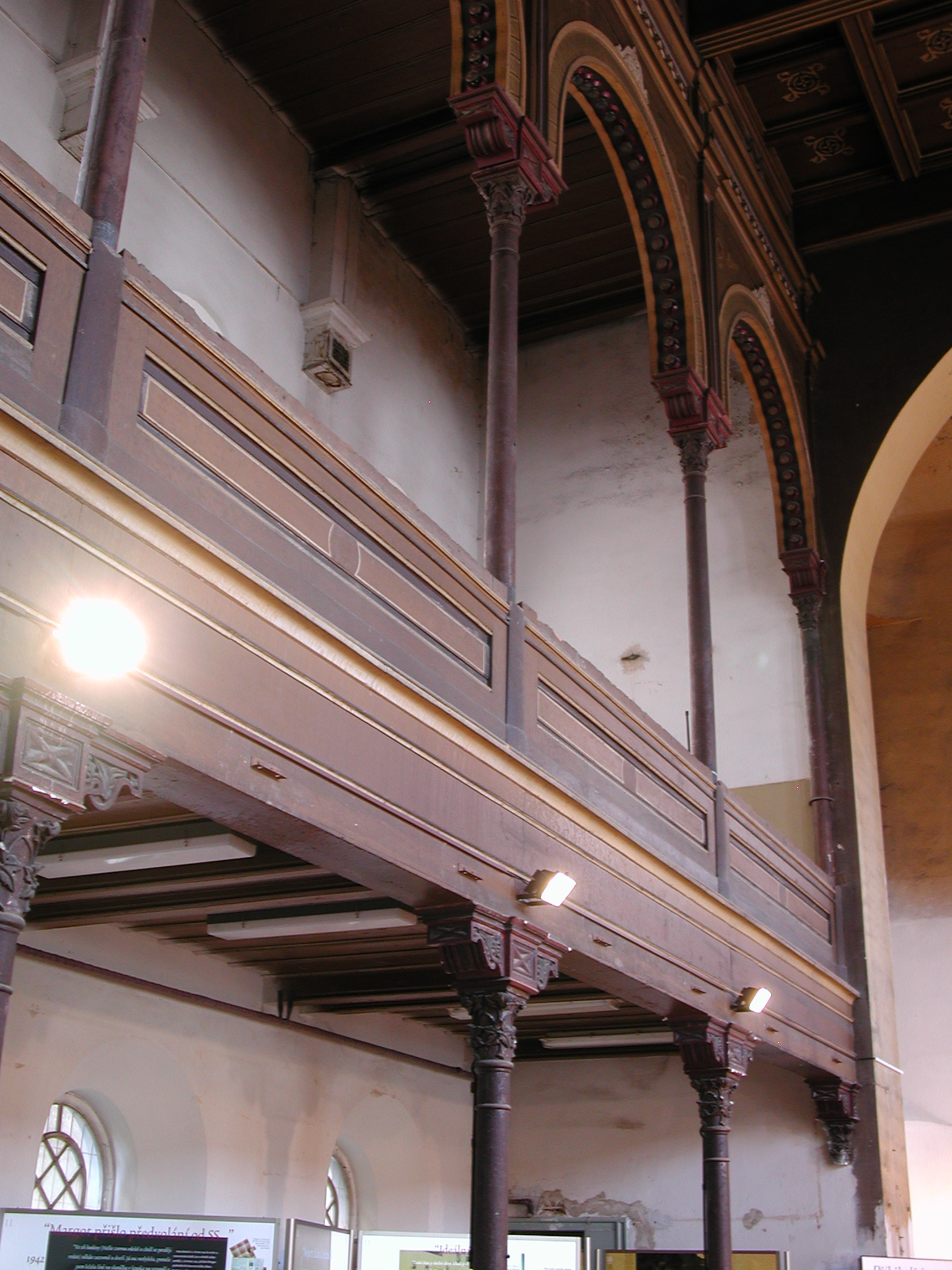
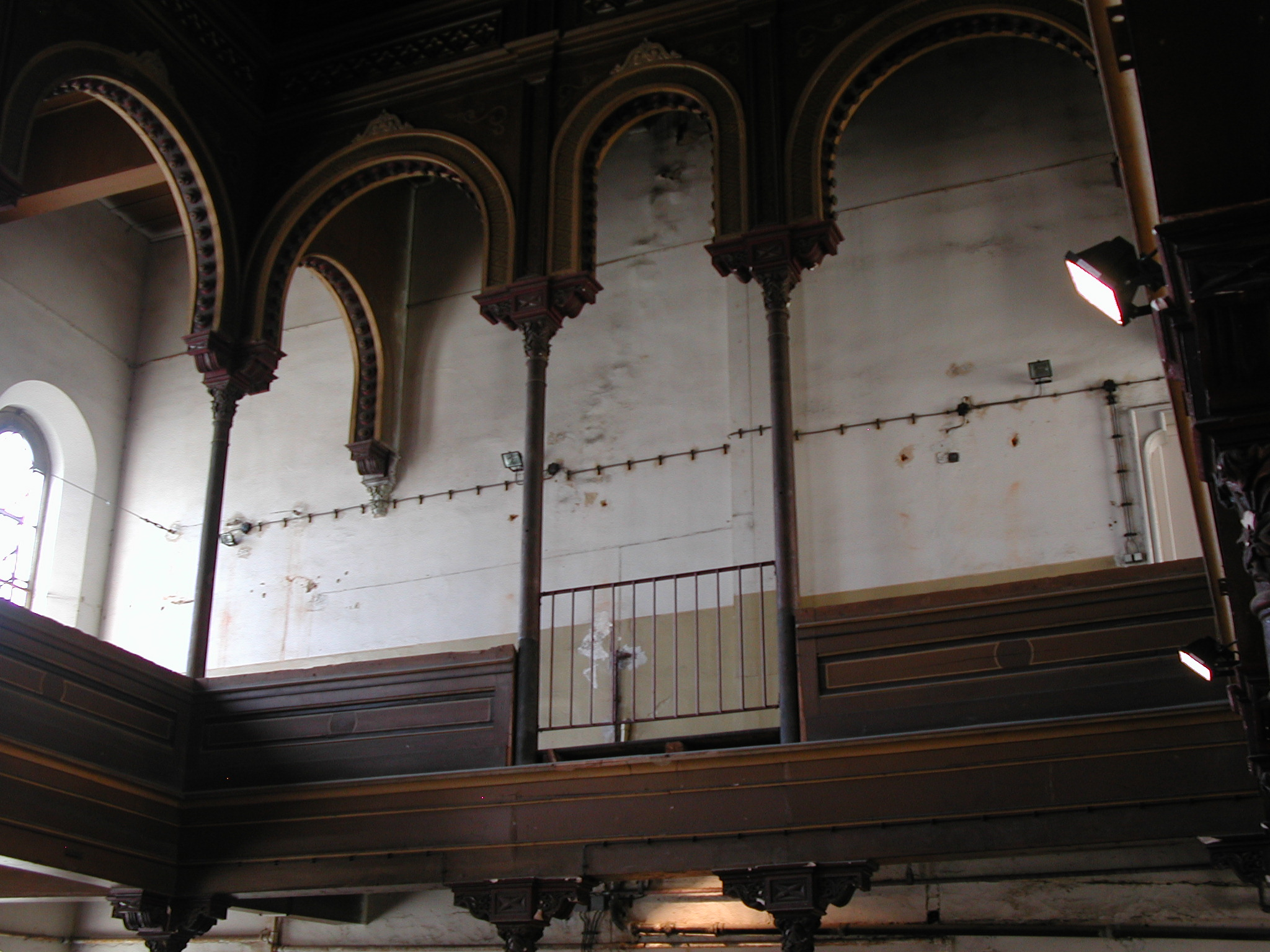
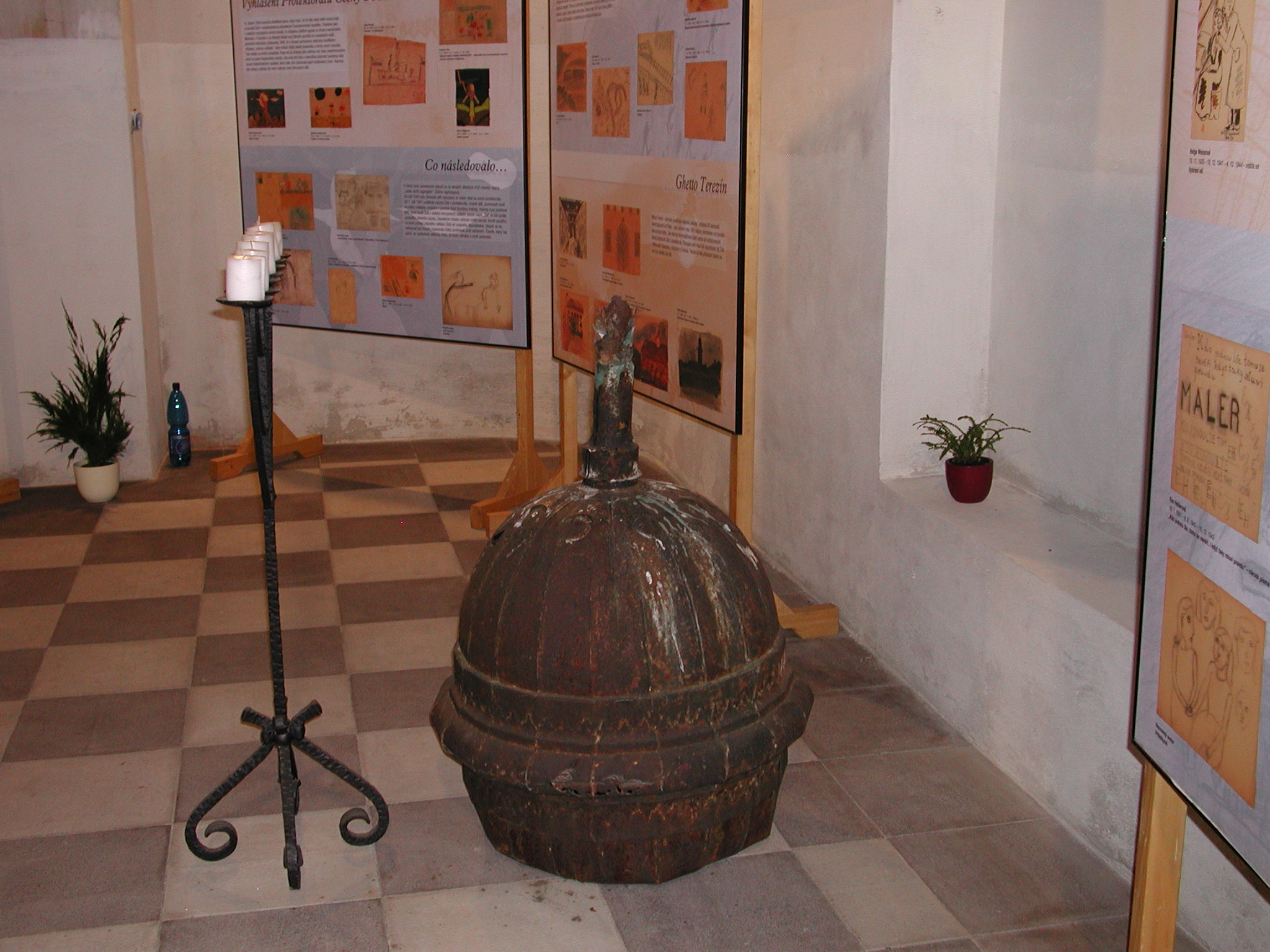
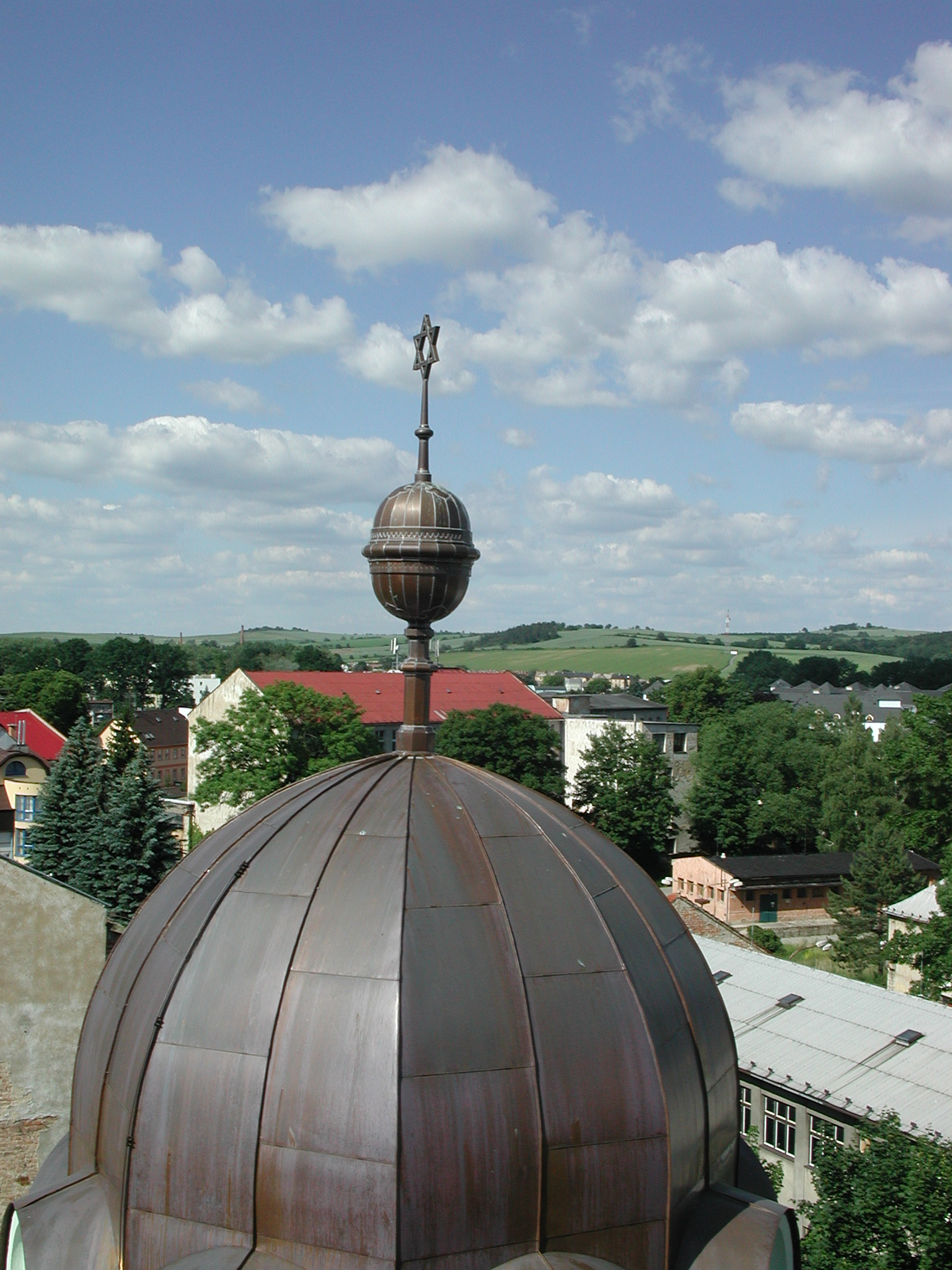
Quang cảnh hội đường Do Thái đang được khôi phục
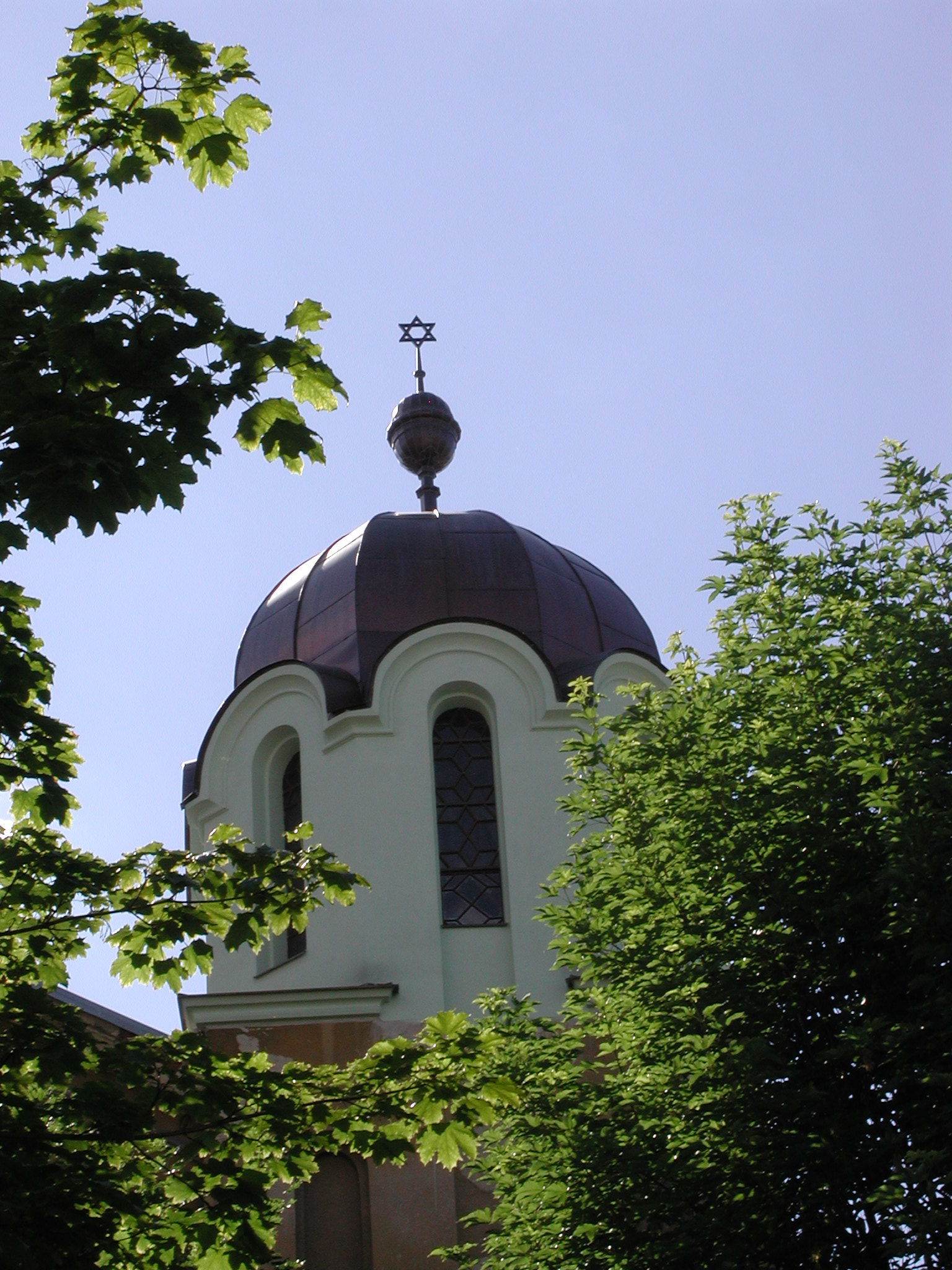
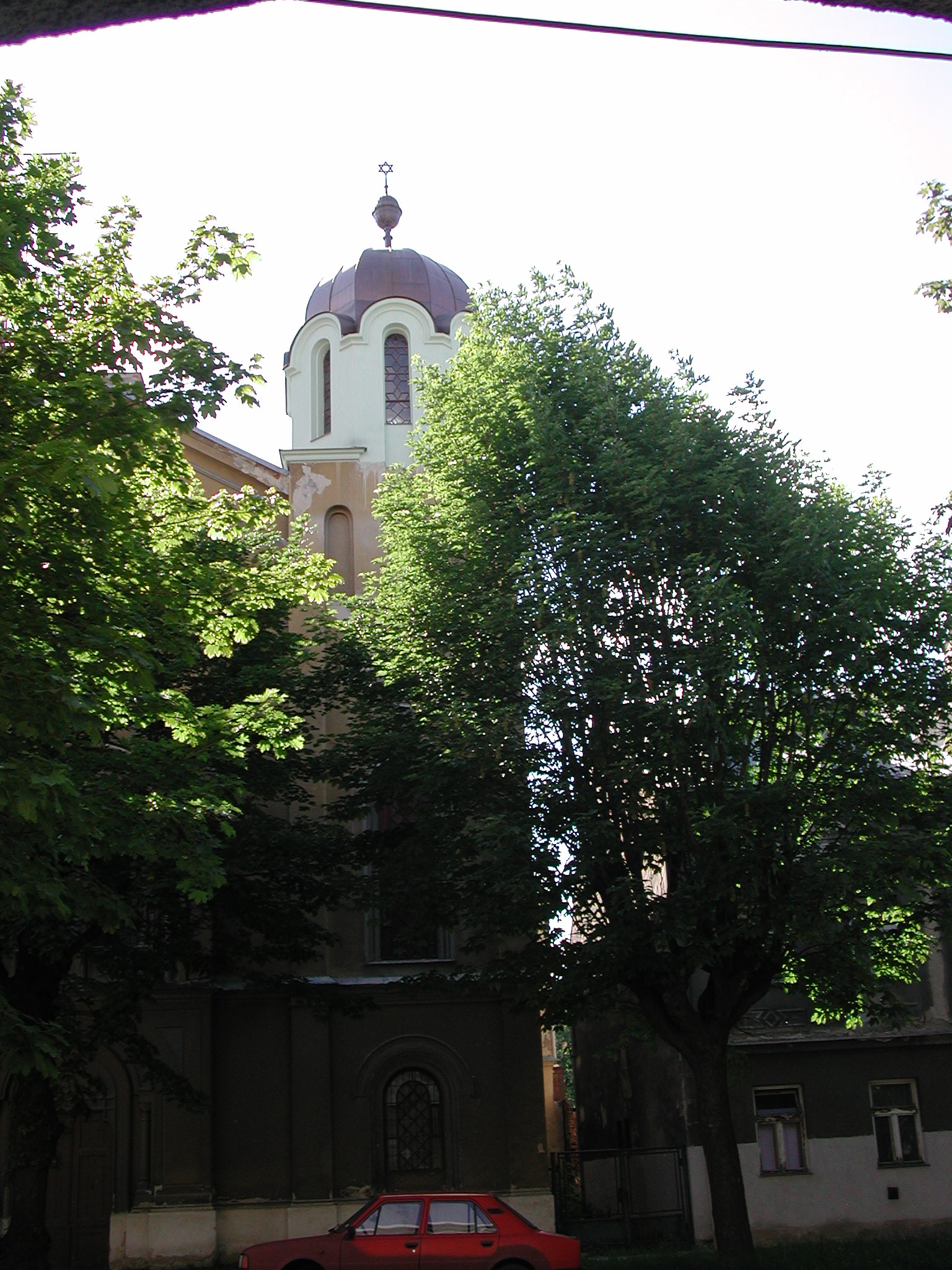
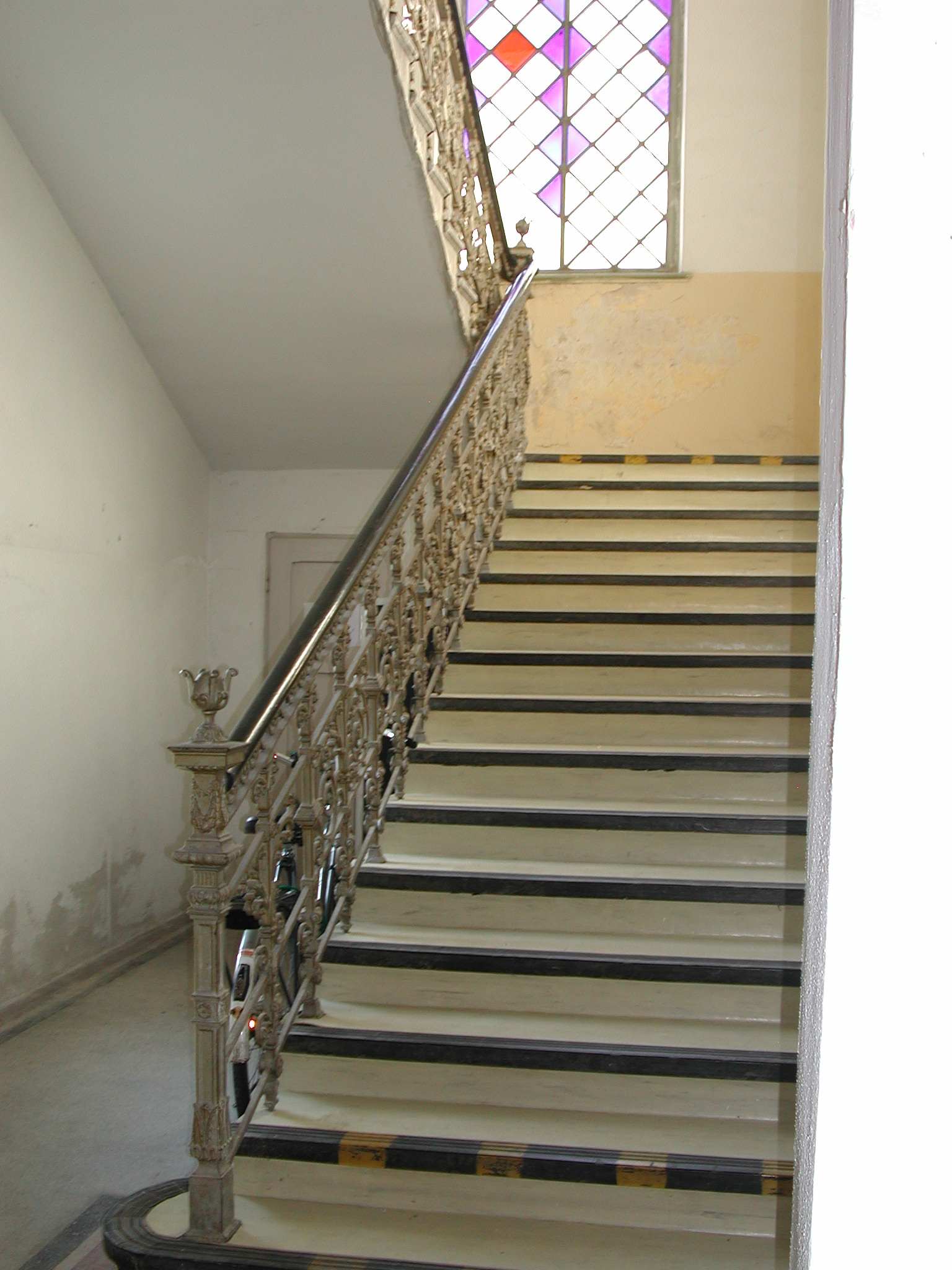
Cầu thang dẫn đến phòng trưng bày

## Tác phẩm văn học
- Badenheuer, Konrad / Heller, Wilfried: Notiz zur Rettung der Synagoge von Jägerndorf (Krnov). [Notice on how the Jägerndorf (Krnov) Synagogue was Saved] in: Heller, Wilfried (Editor): Jüdische Spuren im ehemaligen Sudetenland. [Jewish Relicts in the former Sudetenland] Verlag Inspiration Un Limited, London/Berlin 2019, ISBN 978-3-945127-26-1, p. 157–164 [In German].